# Friendly interactive shell
fish (от англ. friendly interactive shell) —  POSIX-несовместимая командная оболочка для Unix-подобных операционных систем. К её отличительным качествам можно отнести подсветку синтаксиса и продвинутое автодополнение.
Также в fish изменён в сторону упрощения синтаксиса командного языка оболочки, в частности все управляющие конструкции единообразно завершаются ключевым словом end.
Ещё одним нововведением fish являются так называемые универсальные переменные, вводимые с помощью конструкции вида set -U переменная значение. Такие переменные разделяются между всеми экземплярами fish на данном компьютере и позволяют производить обмен информацией между ними.